# باول ماكنايت
باول ماكنايت (بالإنجليزية: Paul McKnight)‏ هو لاعب كرة قدم بريطاني في مركز الهجوم، ولد في 8 فبراير 1977 في بلفاست في المملكة المتحدة. شارك مع منتخب أيرلندا الشمالية تحت 21 سنة لكرة القدم. أما مع النوادي، فقد لعب مع غلينافون وكامبريدج يونايتد وليسبورن ديستليري ونادي رينجرز ونادي سانت ميرين ونادي لينفيلد.

## وصلات خارجية
- باول ماكنايت على موقع Soccerbase.com (لاعب) (الإنجليزية)